# Fusion (Star Trek)
Fusion is de zestiende aflevering van de serie Star Trek: Enterprise van 97 in totaal. In deze aflevering ontmoet de bemanning van de Enterprise een groep Vulcans met een andere filosofie dan gangbaar is voor Vulcans, waardoor zij verstoten zijn uit hun maatschappij.

## Verloop van de aflevering in hoofdlijnen
De bemanning van het beschadigde schip de Vahklas komt gedeeltelijk aan boord van de Enterprise. Haar bemanning komt erachter dat het geen "gewone" Vulcans zijn, maar dat zij emoties uiten en aan mind-melding (lett. "versmelting van de geest") doen. Dit zorgt voor problemen, omdat overste T'Pol het daar mee oneens is. Uiteindelijk haalt de leider van het Vulcaanse schip, Tolaris, T'Pol over om hun manier van leven te onderzoeken. Dit resulteert in een slecht uitgevoerde en gedeeltelijk onvrijwillige mind-meld, waardoor de band tussen de twee bemanningen verstoord raakt en zij uiteindelijk worden weggestuurd van de Enterprise. 

## Achtergrondinformatie
- Door de slecht uitgevoerde mind-meld tussen Tolaris en T'Pol, loopt T'Pol een ziekte op, genaamd Pa'nar Syndrome, die pas wordt genezen in de aflevering Kir'Shara en ook een thema is in de aflevering Stigma.

## Acteurs

### Hoofdrollen
- Scott Bakula als kapitein Jonathan Archer
- John Billingsley als dokter Phlox
- Jolene Blalock als overste T'Pol
- Dominic Keating als luitenant Malcolm Reed
- Anthony Montgomery als vaandrig Travis Mayweather
- Linda Park als vaandrig Hoshi Sato
- Connor Trinneer als overste Charles "Trip" Tucker III

### Gastacteurs
- Enrique Murciano als Tolaris
- Robert Pine als Tavin
- Vaughn Armstrong als Maxwell Forrest
- John Harrington Bland als Kov

#### Bijrollen die niet in de aftiteling vermeld zijn
- Adam Anello als een bemanningslid van de Enterprise
- Michael Braveheart als caféganger
- Amy Kate Connolly  als een bemanningslid van de Enterprise
- Evan English als bemanningslid Tanner
- Stacy Fouche als een bemanningslid van de Enterprise
- Lindly Gardner als een bemanningslid van de Enterprise
- Glen Hambly als een bemanningslid van de Enterprise
- John Jurgens als een bemanningslid van de Enterprise
- Martin Ko als een bemanningslid van de Enterprise
- Linda Laneals caféganger
- Monica Parrett  als een bemanningslid van de Enterprise
- Josh Sher als caféganger
- Thelma Tyrell als een bemanningslid van de Enterprise
- Cynthia Uhrich  als een bemanningslid van de Enterprise
- Mark Watson  als een bemanningslid van de Enterprise